# Anisomenaeus
Anisomenaeus is een geslacht van kreeftachtigen uit de klasse van de Malacostraca (hogere kreeftachtigen).

## Soort
- Anisomenaeus spinimanus (Bruce, 1969)